# Liste der Stolpersteine in Etten-Leur
Die Liste der Stolpersteine in Etten-Leur umfasst die Stolpersteine, die in Etten-Leur verlegt wurden, einer Gemeinde in der niederländischen Provinz Noord-Brabant. Stolpersteine sind ein Projekt des deutschen Künstlers Gunter Demnig. Sie sind Opfern des Nationalsozialismus gewidmet, all jenen, die vom NS-Regime drangsaliert, deportiert, ermordet, in die Emigration oder in den Suizid getrieben wurden. Demnig verlegt für jedes Opfer einen eigenen Stein, im Regelfall vor dem letzten selbst gewählten Wohnsitz.
Die ersten Verlegungen in dieser Gemeinde fanden am 6. November 2020 statt.

## Verlegte Stolpersteine
In Etten-Leur liegen zwei Stolpersteine an zwei Adressen
| Stolperstein | Übersetzung                                                                                  | Verlegort           | Name, Leben                |
| ------------ | -------------------------------------------------------------------------------------------- | ------------------- | -------------------------- |
|              | HIER WOHNTE ROSA ANDRIESSE GEB. 1877 FLUCHT IN DEN TOD 20.1.1943                             | Van Bergenplein     | Rosa Andriesse (1877–1943) |
|              | HIER WOHNTE SAMUEL LEVIE GEB. 1877 DEPORTIERT 1943 AUS WESTERBORK ERMORDET 14.5.1943 SOBIBOR | Roosendaalseweg 44a | Samuel Levie (1877–1943)   |

## Verlegedatum
- 6. November 2020[3]